# Émile Humblot
Joseph Émile Humblot est un homme politique et peintre français né le 6 juin 1862 à Joinville (Haute-Marne) et mort le 21 décembre 1931  à Paris 5e.

## Biographie
Historien de formation, il est inspecteur de la Société française d'archéologie, membre du Conseil supérieur des beaux-arts et des monuments historiques et directeur du musée des Beaux-Arts de Dijon de 1929 à sa mort. Issu d'une famille de peintres, élève de Léon Salles, il est également peintre et graveur, et s'intéresse beaucoup à l'histoire locale de sa commune. Sa province d'origine lui doit plusieurs ouvrages d'archéologie régionale, en particulier Notre vieux Joinville, publié en 1928. Il est l'auteur de diverses peintures et gravures représentant des paysages champenois et ses talents artistiques lui valurent la médaille d'or au Salon des artistes français.
Il épouse en premières noces Augustine Marie Prud'homme le 6 juillet 1886 à Étain (Meuse), mais celle-ci meurt prématurément le 16 janvier 1889. Il épouse en secondes noces Anna Jeanne Julie Buirette le 9 juin 1894 à Suippes (Marne).

## Parcours politique
- Conseiller municipal de 1894 à 1908 ;
- Maire de Joinville en 1908 ;
- Conseiller général de la Haute-Marne en 1918, dont il assume la présidence ;
- Sénateur en 1920. Il exerce tous ses mandats jusqu'à son décès en 1931 ;
- Secrétaire du Sénat de 1926 à 1929.

Son travail parlementaire porte essentiellement sur les questions culturelles et artistiques. Il fonde le groupe sénatorial de l'art.
Il est membre du Conseil supérieur des beaux-arts et du Conseil supérieur des monuments historiques.
Au moment de sa mort, survenue à Paris le 21 décembre 1931, Émile Humblot organisait une exposition d’œuvres d'art françaises pour le début d'année qui devait se dérouler à Londres. Son épouse, Anna Humblot, artiste, fonde un prix annuel à sa mémoire récompensant une eau-forte.

## Distinctions
- Officier de l'ordre du Mérite agricole
- Officier de l'ordre national du Mérite
- Officier de l'ordre des Palmes académiques